# Einwegprozesslösung
Einwegprozesslösungen, auch Single-Use-Technologie genannt, werden zur Herstellung biopharmazeutischer Produkte verwendet. Hierunter versteht man komplette Lösungen aus Einwegsystemen, welche auch als Single-Use-Systeme bezeichnet werden, für eine gesamte Prozesslinie. Diese kann zum Beispiel umfassen: Medien- und Pufferherstellung, Bioreaktoren, Zellernte, Tiefenfiltration, Tangentialflussfiltration, Chromatographie und Virusinaktivierung. Einwegprozesslösungen werden zum Beispiel von Firmen wie Sartorius Stedim Biotech, Millipore, GE Healthcare, Pall oder Thermo Scientific angeboten.

## Einweg-Medien- und Pufferherstellung
Für biotechnische Prozesse werden diverse definierte Medien benötigt, dazu zählen Nährlösungen für die Zellen, Puffer zur pH-Wert Stabilisierung, sowie Säuren und Basen für die Einstellung und Regelung des pH-Werts während der Kultivierung. Alle verwendeten Medien müssen vor ihrer Verwendung sterilisiert werden. Dazu kommen in der Biotechnologie im Wesentlichen zwei Verfahren zum Einsatz, die Hitze-Sterilisation bei 121 °C bei 1 bar Druck und die Sterilfiltration. Für Medien, die hitzeempfindliche Komponenten wie Vitamine, Proteine und Peptide enthalten ist die Sterilfiltration die Methode der Wahl.
Der Unterschied von Einweg Medien- und Pufferherstellung zu konventionellen Verfahren liegt in der Verwendung entsprechender Einwegprodukte die speziell für diesen Zweck entwickelt wurden, zum Beispiel spezieller Beutel, Einwegmischsysteme und -filter sowie entsprechende Pumpen. Die verwendeten Filter sind im Gegensatz zu konventionellen Filtern vorsterilisiert. Teilweise sind Beutel, Filter und Pumpenkopfe als komplettes Einweg-System, bereits miteinander verbunden. Das gesamte System wird verbunden und vorsterilisiert geliefert um Kontaminationen zu vermeiden. Die Porengröße von Sterilfiltern liegt in der Regel unterhalb von 0,2 µm.

## Einwegbioreaktoren
Ein Einwegbioreaktor ist ein Bioreaktor aus Einwegmaterial der vornehmlich für die tierischen Zellkulturtechnik zur Herstellung biopharmazeutischer Produkte eingesetzt wird.

## Einwegzellernte
Im Rahmen eines biotechnologischen Herstellungsverfahrens schließt sich an die Kultivierung die Zellernte an. Im Allgemeinen werden die Wirkstoffe von den Zellen ausgeschieden und befinden sich nach der Fermentation im Kulturmedium. Als erster Schritt der Aufarbeitung des Produkts werden Zellen und Zellbruchstücke mittels Tiefenfiltration oder durch Zentrifugieren (bei Perfusionssystemen) abgetrennt.
In der Regel besteht eine Einweg-Zellernte aus einem Tiefenfilter, d. h. einem Filter aus einem Material, das in der Lage ist die Zellen und Zellbruchstücke zurückzuhalten. Oft besitzen Tiefenfilter eine Kombination aus verschiedenen Filtermaterialien z. B. Glasfasern und Polypropylen (fraktionierte Tiefenfiltermembran) die Rückhaltung von Partikeln gewährleistet. Sie sind ideal für die Klärung und Vorfiltration vor der Membranfiltration geeignet. Absorbierende Tiefenfilter wurden für die Entfernung von Kontaminanten wie Colloiden, Lipiden, Proteinagregaten und Partikeln von biopharmazeutischen Flüssigkeiten entwickelt. Sie werden zum Schutz von Membranfiltration, Chromatographie und Ultrafiltrationssystemen in pharmazeutischen und biotechnologischen Produktionsprozessen verwendet.
Das Filtrat wird in einem 2- oder 3-dimensionalen Kunststoffbeutel (2D-, 3D-Bag) gesammelt. Das Vorlagegefäß kann entweder der Einwegbioreaktor selbst sein oder ein weiterer 2D- oder 3D-Bag. Der Flüssigkeitstransport erfolgt mittels einer Pumpe mit einem vorsterilisierten Pumpenkopf, der Teil eines Systems aus vorsterilisiertem Beutel und Schläuchen ist. Für Zentrifugen gibt es vorsterilisierte Inserts, die über Schläuche in den Prozess eingebunden werden. Die Zentrifugen arbeiten kontinuierlich und fördern das Konzentrat in den Vorlagebehälter zurück.

## Einwegaufreinigung
Bei einer Einwegprozesslösung werden die aufzuarbeitenden Lösungen zumeist in speziellen Beuteln zwischengespeichert und dann, je nach Verfahrensschritt, durch oder über die Filter- oder Chromatographie-Membranen oder eine Chromatographiesäule gepumpt. Die aufgereinigte Lösung wird dann in einem weiteren Einwegtank gesammelt. Ein kompletter Verfahrensschritt besteht daher aus einem Einwegtank als Vorlage, einem Pumpenkopf, der Membran (Filter- oder Chromatographie) oder Säule und einem Einwegtank oder -beutel zum Aufnehmen des Produkts. Alle Komponenten sind mit Schläuchen verbunden. Das System ist in sich abgeschlossen und komplett vorsterilisiert. Um solche Systeme herstellen zu können, mussten erhebliche Entwicklungen geleistet werden, da alle Komponenten sterilisierbar sein müssen, ohne ihre Filter- und Trennleistung zu verlieren.

## Spezielle Einwegentwicklungen
Neben den vorgenannten Einweg-Verfahren von denen jedes für sich genommen auf einer verfahrenstechnischen Grundoperation beruht, wurden in der Welt der biopharmazeutischen Einwegproduktion spezielle Methoden und Geräte entwickelt die überwiegend nur hier zum Einsatz kommen wie z. B. sterile Kupplungen und Schlauchschweißgeräte.

### Sterile Verbindungen
Die verfügbaren Einwegprozesslösungen sind jede für sich als abgeschlossenes Modul zu betrachten. Im Rahmen eines Einwegproduktionsprozesses werden die für die Erzeugung und Aufreinigung des Zielprodukts notwendigen verfahrenstechnischen Grundoperationen hintereinander geschaltet. Die vorkonfigurierte Einweg-Systeme, die aus Schläuchen, Einwegtanks, Pumpenköpfen sowie Filtrations- oder Chromatographiemodulen bestehen, sind in sich geschlossen. Zur Verbindung zweier aufeinanderfolgender Verfahrensschritten werden daher sterile Verbindungstechnologien, in der Regel Schlauchverbindungen, benötigt. Es existieren einerseits mechanische Einweg-Kupplungen, andererseits gibt es Geräte mit der thermoplastische Schläuche steril zusammengeschweißt werden oder bestehende Verbindungen steril durchtrennt und die Schlauchenden verschweißt werden können. Für Verbindungen durch eine Wand hindurch wurden spezielle Schnelltransfersysteme entwickelt.

### Modulare Einweggrundoperationen
Es existiert eine überschaubare Anzahl verfahrenstechnischer Grundoperationen die im Rahmen einer Biopharmazeutischen Produktion benötigt werden. Im Rahmen der Einwegprozesslösungen müssen die Systeme bestehend aus Einwegtank, Schläuchen und Pumpenkopf vernünftig gehandhabt werden. Daraus hat sich die Entwicklung von modularen Trägern ergeben, auf denen sowohl eine Pumpe (passend zum Pumpenkopf), diverse Anschlüsse für Sensoren als auch eine Prozesssteuerung integriert sind. Ferner können die Filtrations- oder Chromatographie-Module an dem Träger befestigt werden. Der Träger ist in aller Regel ein mobiles Gestell, so dass die gesamte modulare Einheit in der biopharmazeutischen Produktionsstätte bewegt werden kann. Solche Lösungen werden mittlerweile von allen großen Herstellern angeboten.

## Komplette Einwegprozesse
Gegenwärtig sind die meisten Produktionsprozesse, bei denen Einwegprodukte verwendet werden, noch sogenannte Hybridprozesse, in denen Einwegsysteme mit konventionellen Systemen aus rostfreiem Stahl und Glas kombiniert werden. Erste Produktionsanlagen, die ausschließlich mit Einwegsystemen arbeiten befinden sich jedoch in Planung. Unterschieden wird hierbei zwischen den geschlossenen Systemen, bei denen die Einwegsysteme in der Reihenfolge der Prozessschritte aneinander gekoppelt sind, und Stationssystemen, bei denen die Zwischenprodukte mittels mobiler Behälter zum nächsten Prozessschritt transportiert werden.